# Шаян, Владимир Петрович
Владимир Петрович Шая́н (укр. Володи́мир Петро́вич Шая́н; 2 августа 1908, Львов, Цислейтания, Австро-Венгрия — 15 июля 1974, Лондон) — украинский санскритолог, литератор, один из идеологов славянского неоязычества (родноверия), первый идеолог украинского неоязычества (родноверия). В 1934 году основал первую украинскую родноверческую организацию «Родная вера» (укр. «Рідна віра»).

## Биография
Получил образование во Львовском университете.
Утверждал, что в 1934 году получил духовное откровение на вершине горы Грехит в Украинских Карпатах. По его словам, это вдохновило его на поиски языческого обновления. Свою религиозную деятельность начал во Львове, где в 1934 году, познакомившись с крестьянским ритуалом освящения зерна, создал неоязыческую общину «Родная вера». Языческие мотивы нашли отражение в его стихотворном сборнике «Орден Бога Солнца», вышедшем в 1936 году. В 1937 году во Львове в докладе на семинаре индологов Шаян представил своё видение «панарийского возрождения».
Во время Второй мировой войны Шаян сотрудничал с УПА. В 1944 году бежал из Львова в Германию (Аугсбург). Некоторое время он провёл в лагерях беженцев, где принял участие в основании Украинской свободной академии наук. В 1945 году в Аугсбурге он создал религиозно-политический «Орден рыцарей Бога Солнца», который, как он надеялся, станет подразделением УПА в борьбе с вторгшейся Красной Армией. Среди членов ордена был Лев Силенко, которого Шаян инициировал с именем Орлигора, будущий основатель крупного украинского неоязыческого движения «РУН-вера».
Позднее Шаян перебрался в Англию, где опубликовал большую часть своих поэм. Шаян был деятельным активистом общины украинских эмигрантов. В последние годы жизни он исполнял обязанности президента Украинской независимой академии наук. Имел титул Волхва Твердыни Здравомыслия. Последнюю часть жизни Шаян провел в изгнании в Лондоне.
Пути Шаяна и Силенко разошлись к 1970-м годам, и они стали представителями двух конкурирующих направлений на славянском неоязычестве. Учение Силенко отличается от учения Шаяна более монотеистическим характером. Соперничество привело к противоречивым сообщениям о связях Шаяна и Силенко. Источники, связанные РУН-верой Силенко, утверждают, что Силенко никогда не был учеником Шаяна.

## Идеи
Шаян предложил идею «панарийского возрождения» в противовес германоцентризма немецкого нацизма. Богословие Шаяна было политеистическим и рассматривало Бога как многообразную сущность, проявляющуюся через различных божеств славянской мифологии.
В своих произведениях писал о скорби по Украине, томившейся в неволе. Древних «славян-русичей» и Киевскую Русь он отождествлял с украинцами и Украиной соответственно. Он обращался с призывом о помощи к языческим богам Перуну, Дажьбогу, Велесу, восхвалял языческую веру предков, память о доблестных казаках — «святых рыцарях» Украины, и их мужественной борьбе за освобождение родины. В положительном ключе он писал о первых киевских князьях-язычниках, доблестно сражавшихся с врагами. Шаян интересовался древними религиозными произведениями иранцев (Авеста) и индоариев (Ригведа и др.) и отмечал сходства содержавшихся там представлений со славянскими языческими, пытаясь понять «дух наших предков эпохи до распада на отдельные арийские народы». Он считал, что славянское язычество сохраняет актуальность, поскольку оно содержало «интуитивные познания наших предков». Он стремился реконструировать важнейшие элементы древних славянских верований, рассматривая их как наиболее совершенную систему духовных представлений. Главным и единственным богом славян он считал Сварога, который, с одной стороны, по его мнению, мог выступать в виде разных богов (Дажьбог, Велес, Перун и др.), а с другой — являлся отцом всех этих божеств. В то же время Сварог, Дажьбог и Перун в его построениях составляли божественную троицу. Шаян писал о вечной борьбе Перуна с мировым злом в лице Чернобога. После публикации «Велесовой книги» учение Шаяна включило также почерпнутое оттуда понятие Прави, Нави и Яви. «Велесову книгу» он считал истинной священной книгой украинцев. В наиболее полном виде его учение изложено в книге «Вера предков наших», вышедшей в Канаде в 1987 году.
Он отмечал, что создаваемая им религия не была простым повторением древней традиции, а лишь включала «элементы древней арийской веры». Он указывал на современный характер своего учения, которое было им создано, а не возрождено и ссылался на философию Шопенгауэра и Гуссерля.
Христианство Шаян рассматривал как чужую традицию с её «завистливым и мстительным» Богом. Главным врагом украинцев он считал Византию, откуда русским (украинским) землям грозило рабство. Он осуждал крестителя Руси князя Владимира и считал крещение Руси в 988 году рубежом, с которого начался упадок украинской культуры, вызванный отказом народа от своеобразия. Шаян считал, что христианство, уравнивающее всех и якобы оттесняющее национальный фактор, размывает национальное единство и мешает концентрации национальной воли. Всё это лишало борьбу с могущественной Россией каких-либо шансов на успех. Христианство ассоциировалось прежде всего с Россией. «Еврейский фактор» в их мировоззрении присутствовал, но, в сравнении с рядом других неоязычников, в слабом виде. Он лишь демонстрировал вторичный характер христианства, лишая его универсальной ценности. Новый культурный подъём он связывал с ожидаемым возрождением язычества.
В украинских националистах Шаян видел бойцов авангарда, держащих «героическую оборону всего человечества от угрозы московского империализма и всего несчастья, которое от него исходит». Он призывал их к героизму и самопожертвованию ради освобождения родины.

## Влияние
Как и в других неоязыческих течениях, связанных с Восточным блоком, важную роль в продолжении движения сыграла послевоенная эмигрантская среда, в данном случае украинская диаспора на Западе. Первая неоязыческая община «Соборный храм родной веры» (позднее переименована в «Общину святой украинской веры») была создана последователями Шаяна в 1971 году в Гамильтоне (Канада). В настоящее время она возглавляется Мирославом Сытником. В 1972 году в Канаде благодаря энтузиазму Ларисы Тимошенко был основан Институт имени Владимира Шаяна, где изучается его творчество и издают его рукописи.
После смерти Шаяна один из его последователей философ Ю. Г. Лисовой унаследовал от него пост Волхва Твердыни Здравомыслия. В 1979 году Лисовой установил контакты с Виктором Безверхим, пытавшимся в то время создать «ведическую» общину в Ленинграде. Небольшие общины последователей Шаяна были особенно активны в Торонто и Гамильтоне (Канада).
В 1990-х годы работы Шаяна многократно публиковались в националистических изданиях в Украине. Его считают своим «великим Волхвом» и учителем современные киевские неоязычники (религиовед Галина Лозко, философ Л. Т. Бабий). Наиболее известной (по ряду своих книг) современной последовательницей Шаяна в Украине является Галина Лозко (Волхвиня Зореслава), инициированная Мирославом Сытником в Гамильтоне. После распада Советского Союза Лозко в 1993 году в Киеве создала «Православию», первую организацию в Украине, придерживающуюся политеистического неоязычества Шаяна. В 1998 году Лозко стала соучредителем зонтичной организации «Объединение родноверов Украины» (ОРУ). Газета «Дело» оценивала численность созданного Лозко «Объединения родноверов Украины» (ОРУ) на начало 2008 года в 1 тысячу человек.
Петербургский «Союз венедов», ориентируясь на переводы «Велесовой книги», выполненные канадскими украинскими эмигрантами, отдавал предпочтение трактовкам Шаяна, а не Льва Силенко и созданной им РУН-веры, которые имеют более явные антироссийские взгляды.

## Публикации
- Володимир. Баляда лісового шуму. Збірка віршів. / Володимир Шаян.- Лондон: Орден, 1965. — 32 с.
- Володимир. Баляда про Святослава / Володимир Шаян. — Лондон: Орден, 1965.
- Володимир. Гимни Землі. Ориґінальні вірші (ораторія в дев’яти частинах) та переклади із санскритських гимнів Атхарваведи / Володимир Шаян. — Видано як гектографічну відбитку із рукопису. — Авґсбурґ: Орден, 1945.
- Володимир. Гимни Землі / Володимир Шаян. — Лондон: Орден, 1967.
- Володимир. Орден Бога Сонця. Збірка віршів / Володимир Шаян. — Обкладинка та ілюстрації Мирона Левицького. Накладом автора. — Львів: «Ізмарагд», 1936. — 48 с.
- Володимир. Повстань, Перуне! / Володимир Шаян. — Лондон: Орден, 1967.
- Володимир. Проблема української Віри / Володимир Шаян. Циклостилеве видання. — Лондон: Орден, 1946. — Ч.6. — С.1-9.
- Володимир. Священний Героїзм / Володимир Шаян. — Лондон: Орден, 1964. — 32 с.
- Володимир. Слово Золотої діядеми. Поема в дев’яти частинах / Володимир Шаян. Передрук окремим виданням із «Визвольного Шляху» (Рік XV, книга 171, січень 1962). — Лондон: Орден, 1963. — 23 с.
- Шаян В. Біблія як ідеологія. Студія із ділянки порівняльного релігієзнавства. — Лондон: Орден, 1970. — 30 с.
- Шаян В. Біблія як ідеологія. Студія із ділянки порівняльного релігієзнавства. // Антологія християнства : хрестоматія з релігієзнав. та культурології / за заг. ред. Г. Лозко; [упоряд.: Лозко Г. С., Борисюк І. В., Богород А. В.]. — К. : КМПУ ім. Б. Грінченка, 2009. — 503 с.: іл.
- Шаян В. Віра забутих предків (Аналіза «Влес Книги»). — Лондон—Гаґа : Млин, 1979. — 58 с.
- Шаян В. Вiра забутих предкiв // Український Свiт. 1994. № 3—4: 40—43.
- Шаян Владимир. Вера забытых предков (Перевод с украинского В. К. Федосова) // Волхв. Журнал «Союза Венедов». — Санкт-Петербург, 2001. — С. 5—44.
- Шаян В. Віра Предків Наших. — Гамільтон : Об’єднання Українців Рідної Віри, 1987. — 894 с.
- Шаян В. Віра Предків Наших: вибрані твори / Серія «Пам’ятки релігійної думки України-Русі» / Передмова, упор., комент. та заг. ред. проф. Г. С. Лозко / Шаян Володимир Петрович. — К.: ФОП Стебеляк О. М., 2018. — 400 с.
- Шаян В. Джерело сили української культури. — Лондон, Торонто: Інститут Володимира Шаяна, 1972. — 32 с.
- Джерело сили української культури // Сварог. № 5. 1997. С. 6—7.
- Шаян В. Етичні, соціологічні і педагогічні погляди Григорія Сковороди. 3-є вид. / За ред. Л. Ромена, Н. Роговського, Л. Мурович. — Лондон — Торонто: Вид-во Ін-ту В. Шаяна, 1972. — 22 с.
- Шаян В. Наша священна книга // В. Довгич (ред.). Велесова книга. Легенди. Митi. Думи. Скрижалi буття українського народу. Київ: Велесич, 1995.
- Шаян В. Найвища Святість. Студія про Свантевита. — Лондон, Торонто: Орден, 1971.- 144 с.
- Шаян В. Найвище Світло. Студія про Сварога і Хорса. — Лондон — Торонто, 1969. — 54 с.
- Шаян В. Найвища Святiсть // Сварог. 1997—1998. № 7—8.
- Шаян В. Орден Бога Сонця: Поезії // Шаян В. Ґрегіт. Збірка ранніх творів. — Львів, 2011. — С. 35—61.
- Шаян В. Проблема української віри. — Лондон, Торонто: Інститут Володимира Шаяна, 1972. — 20 с.
- Шаян В. Проблема українського духу // Український Свiт. 1994. № 1—2. С. 17—20.
- Шаян В. Ренесанс панарійської думки (Історично-філософський та ідеологічно-літературний есей) // Науково-літературний збірник «Світання». — Авґсбурґ, 1946, ч. 2. — С. 1-16.
- Шаян В. Священний героїзм як основа українського національного світогляду: Доповідь. — Б. м.: Легія українських повстанців у Великій Британії, 1958. — 20 с.
- Шаян В. Сковорода — лицар Святої Борні. — Вид. 7. — Лондон, Торонто: Інститут Володимира Шаяна, 1973. — 112 с.
- Шаян В. Сковорода — лицар святої борні. — Гамільтон, Онтаріо: б.в., 1984. — 111 с.
- Шаян В. Лицар святоi борнi // Свiтовид. 1992. № 13—14.
- Шаян В. Сковорода про обов’язки воїна (есей) // Орден. — 1945. — Ч. 1-2. — С . 5-7.
- Шаян В. Слово золотої діядеми. — Лондон: Орден, 1963. — 22 с.
- Шаян В. Сотворення людськости. Філософсько-ідеологічна проклямація.- Фоліо.- Авґсбурґ: «Нова Епоха»,1946. — 3 с. (в п’ятьох інших мовах).
- Шаян В. Терпіння молодого гуцула. — Львів: Накладом автора, б. р. — 48 с.
- Шаян В. Українська символіка. — Гамільтон: Українське відродження, 1990. — 35 с.
- Шевченко Т. Тризна / Переклав Володимир. — Лондон: Орден, 1963. — 24 с.
- Wolhodymyr. The Ballad of the Broken Windows. — «Svitannia» — the Dawn. — London, 1970. — р.16.
- Shayan W. I Can’t Return (An open letter to nobody). — London: «New Epoch». The Ukrainian Humanustic thought, 1945. — 23 p.
- Shayan W. I Can’t Return (An open letter to nobody). — London: «New Epoch» ELY, 1950. — 15 p.
- Shayan W. The Creation of Humanity. — London: «New Epoch». The Ukrainian Humanustic thought, 1946. — 8 p.
- Shayan W. The Historical mission of Ukraine. — London: «New Epoch». The Ukrainian Humanustic thought, 1946. — 10 p.
- Shayan W.Creation de L’Humanite. -- London: «New Epoch». The Ukrainian Humanustic thought, 1946. — 12 p.
- Shayan W. La mission Historique de Ukraine. -- London: «New Epoch». The Ukrainian Humanustic thought, 1946. — 16 p.
- Shayan W. Die erschaffung der menschheit. -- London: «New Epoch». The Ukrainian Humanustic thought, 1946. — 16 p.